# Crassula diffusa
Crassula diffusa là một loài thực vật có hoa trong họ Crassulaceae. Loài này được (Kirk) Berger miêu tả khoa học đầu tiên năm 1930.